# كويبكور
شركة كيبيكور (Quebecor) هي شركة اتصالات مقرها في مونتريال، كيبيك، كندا.
تأسست الشركة في عام 1965 على يد بيير بيلادو وتديرها عائلته. شركة كيبيكور تمتلك شركة كيبيكور ميديا وكانت مملوكة سابقًا لشركة الطباعة عالم كيبيكور.